# فرانكو كابرال
فرانكو كابرال (بالإسبانية: Franco Cabral)‏ هو لاعب كرة قدم أرجنتيني في مركز الدفاع، ولد في 13 أغسطس 1994 في Tigre Partido ‏ في الأرجنتين. لعب مع أتليتكو بلاتينسي ‏.

## وصلات خارجية
- فرانكو كابرال على موقع Soccerway.com (الإنجليزية)